# コンソルティウム・クラシクム
コンソルティウム・クラシクム（ラテン語: Consortium Classicum）は、ドイツの室内合奏団である。
再発見された18世紀や19世紀の室内楽曲に新たに命を吹き込むために、1966年にクラリネット奏者のディーター・クレッカーによって設立された。11名までの演奏者によって、管楽器のみの合奏、あるいは管楽器と弦楽器との合奏という編成をとる。団員はみなソリストか、もしくは一流オーケストラの首席奏者や音楽大学の教授であり、独創的かつ首尾一貫した姿勢で演奏に臨んでいる。ドイツの内外で演奏を行なっており、ザルツブルク音楽祭やウィーン音楽週間、ベルリン音楽週間に参加しているほか、アメリカ合衆国や南米、オーストラリア、日本、中国、ロシアを訪れている。